# 270 Park Avenue
270 Park Avenue, cunoscută și ca JPMorgan Chase Tower, este o clădire ce se află în New York City.

## Legături externe
- Thecityreview